# سپاه سیگنال سلطنتی
سپاه سیگنال سلطنتی (انگلیسی: Royal Corps of Signals) سپاه زیرمجموعه نیروی زمینی بریتانیا است، که در سال ۱۹۲۰ تأسیس شد.